# Wirtschaftswissenschaftliche Fakultät der Universität Tübingen

Das Siegel des Fachbereichs Wirtschaftswissenschaft

Der heutige Fachbereich Wirtschaftswissenschaft an der Wirtschafts- und Sozialwissenschaftlichen Fakultät der Universität Tübingen wurde am 17. Oktober 1817 als „Staatswirtschaftliche Fakultät“ mit fünf Lehrstühlen gegründet. Er hat bedeutende Professoren hervorgebracht; darunter als Honorarprofessoren seit 2005 EZB-Chefvolkswirt Jürgen Stark und seit 2003 den ehemaligen Bundespräsidenten Horst Köhler. Gegenwärtig gibt es 25 Professuren und Juniorprofessuren: 13 betriebswirtschaftliche, 8  volkswirtschaftliche, eine für Wirtschaftsgeschichte, zwei für Statistik und Ökonometrie und eine für Ökonomische Bildung und Wirtschaftsdidaktik.
An der Universität Tübingen wird die Betriebswirtschaftslehre nicht als getrennt von der Volkswirtschaftslehre wahrgenommen. Dies hat zur Integrierung volkswirtschaftlicher Module in betriebswirtschaftliche Studiengänge geführt. So müssen auch in BWL Module in Mikro-, Makroökonomik sowie in Wirtschafts- und Finanzpolitik abgeleistet werden.
Die Studierenden können heute unter zahlreichen neuen Studiengängen und Schwerpunkten wählen, was das Studium an der Universität Tübingen für viele deutsche Abiturienten und internationale Studieninteressierte sehr attraktiv macht.  Aufgrund der zahlreichen Bewerbungen  werden Auswahlverfahren durchgeführt (Kriterien: vor allem Abiturnote, Einzelgespräche, außerschulisches Engagement).
Im CHE Ranking 2020 wurden die Masterstudiengänge sehr gut bewertet:
Betriebswirtschaftslehre: Die Studierenden bewerten die Studienorganisation, den Übergang zum Masterstudium sowie die Abschlüsse in angemessener Zeit als überdurchschnittlich. In der Volkswirtschaftslehre beurteilen die Studierenden die Betreuung durch Lehrende, die allgemeine Studiensituation sowie den Übergang zum Masterstudium herausragend. Die volkswirtschaftlichen Professoren und Professorinnen erreichen die Spitzengruppe in der Kategorie Veröffentlichungen pro Professor/-in.